# Toyota Sequoia
La Toyota Sequoia è un SUV full-size prodotto da Toyota principalmente per il mercato nordamericano dal 2000 e derivato dal Toyota Tundra.
Precedentemente prodotto presso il Toyota Motor Manufacturing Indiana a Princeton, Indiana tra il 2000 e il 2021, e poi presso il Toyota Motor Manufacturing Texas a San Antonio, Texas dal 2022. Sequoia è il primo veicolo di un marchio giapponese nella popolare classe di SUV full-size in Nord America che comprende Ford Expedition, Chevrolet Tahoe, Nissan Armada e altri.
Fino al 2021, Sequoia è stata inserita tra la 4Runner e la Land Cruiser nella gamma SUV Toyota nordamericana. Con l'interruzione delle vendite nordamericane del Land Cruiser dal 2022 in poi, il Sequoia è diventato il SUV di punta della gamma Toyota per il Nord America.
A partire dal 2021, Sequoia è venduta negli Stati Uniti, in Canada e in Costa Rica. È disponibile solo con guida a sinistra.

## Prima generazione (dal 2001 al 2007)
La Sequoia è stata mostrata per la prima volta l'11 gennaio 2000 al North American International Auto Show come Toyota Sequoia, con produzione completa a partire da settembre 2000 per l'anno modello 2001. Condivideva motori, trasmissione e alcuni pannelli della carrozzeria con la Tundra, così come il telaio ad eccezione dei freni a disco posteriori e delle più complicate sospensioni posteriori multi-link. La Sequoia è stata nominata per il premio North American Truck of the Year 2001.

### Restyling
Nel 2005 ha ricevuto un restyling e un motore più potente con fasatura variabile delle valvole (VVTi), luci posteriori a LED e cambio automatico a 5 marce invece del precedente 4 marce. Sebbene la Sequoia fosse leggermente più lunga del Land Cruiser, era appena percettibile. Quando fu introdotto, era più grande della contemporanea Chevrolet Tahoe e aveva le stesse dimensioni della Ford Expedition. Il suo motore V8 è stato classificato come particolarmente efficiente nei consumi. Il telaio e gli alberi di trasmissione erano prodotti da Dana Incorporated.
La Sequoia era disponibile in due livelli di allestimento, SR5 e Limited. L'SR5 aveva un prezzo di $ 32.820 e il Limited partiva da $ 41.855. Le auto erano disponibili con trazione posteriore o trazione integrale.

## Seconda generazione (dal 2008 al 2022)
Toyota ha introdotto il modello Sequoia del 2008 al Los Angeles Auto Show del 2007; le vendite iniziarono nel dicembre successivo. Come la Sequoia originale, il nuovo modello era basato sulla nuova Tundra. Le differenze principali, erano un telaio completamente integrato nella carrozzeria, sospensioni posteriori indipendenti con doppi bracci trasversali e molle elicoidali (per un miglior comfort di marcia e risparmio di spazio) e un differenziale a slittamento limitato sui modelli a trazione integrale. Il nuovo telaio offriva un raggio di sterzata ridotto di 11,6 m e consentiva di abbattere il divano posteriore. Toyota ha dichiarato che il nuovo telaio era più rigido del 70% in curvatura rettilinea e del 30% più rigido nelle forze torsionali rispetto a quello vecchio. Il coefficiente di resistenza aerodinamica è stato ridotto a 0,35. Tuttavia, il nuovo modello pesa 500 lb (227 kg) in più rispetto alla precedente Sequoia.
Anche la trasmissione è stata migliorata: un motore V8 da 5,7 litri compatibile con ULEV-II, tipo Toyota 3UR-FE, abbinato a un cambio automatico a 6 marce.
Il modello del 2008 era disponibile in tre livelli di allestimento: la SR5 e la Limited e la nuova Platinum. I prezzi andavano da US $ 34.000 a US $ 55.000 a seconda del modello e delle caratteristiche. Il motore di base era il V8 da 4,7 litri con 276 CV (206 kW) in più rispetto al modello precedente. Il V8 da 4,7 litri era presente di serie sul modello SR5, mentre la Limited e la Platinum avevano il V8 da 5,7 litri. La trazione integrale era disponibile per tutti i modelli.
Gli interni della Sequoia 2008 presentano lo stesso cruscotto della nuova Tundra. Sono inoltre forniti di serie: un piantone dello sterzo regolabile in altezza e in profondità, alzacristalli elettrici, serrature elettriche con telecomando e due alette parasole. Le opzioni includevano un sistema di navigazione basato su DVD, telecamera per la retromarcia da 7 pollici, sistema video DVD per i passeggeri dei sedili posteriori, sistema audio JBL a 14 altoparlanti e sedili riscaldati (di serie sui livelli di allestimento Platinum). La Limited disponeva di telecomandi per l'aria condizionata, impianto audio e telefono Bluetooth, impianto audio JBL aggiornato, comandi Optitron elettroluminescenti, specchietti retrovisori interni ed esterni elettrotromici con ricevitori HomeLink. Il modello Platinum veniva fornito di serie con un sistema di navigazione basato su DVD, telecamera per la retromarcia, sospensioni pneumatiche posteriori (abbassabili per facilitare il caricamento) e cruise control adattivo.
Erano disponibili otto posti nei livelli di allestimento SR5 e Limited e sette per il Platinum. Il Platinum disponeva anche di un sedile posteriore ripiegabile elettricamente 60:40.
Le differenze esterne includevano il colore delle maniglie delle portiere (in tinta con la carrozzeria su SR5 e cromate su Limited e Platinum), i cerchi in lega da 20” per la Platinum e gli specchietti retrovisori riscaldati con telecomando.
Di serie venivano forniti: controllo di stabilità (VSC), sistema di frenata antibloccaggio (ABS), assistenza alla frenata (BAS), distribuzione elettronica della forza frenante (EBD), airbag laterali anteriori e airbag laterali a tendina per tutte e tre le file di sedili. Il modello del 2010 presentava anche airbag per le ginocchia per guidatore e passeggero anteriore.

### Motorizzazioni
| Modello | Commercializzazione | Motore  | Cilindrata (cm³) | N. Cilindri | Potenza         | Coppia Massima (N·m) |
| 4.6     | dal 2010 al 2012    | Benzina | 4608             | 8           | 231 kW (314 CV) | 443                  |
| 4.7     | dal 2008 al 2009    | Benzina | 4663             | 8           | 206 kW (280 CV) | 426                  |
| 5.7     | dal 2008 al 2022    | Benzina | 5663             | 8           | 284 kW (386 CV) | 544                  |

## Terza generazione (dal 2022)
La terza generazione è stata presentata il 25 gennaio 2022 per l'anno modello 2023. La produzione è iniziata il 21 settembre 2022, e le vendite sono iniziate nell'ottobre 2022. La produzione è stata spostata nello stabilimento di San Antonio, parallelamente alla Tundra di nuova generazione.
Utilizza la piattaforma body-on-frame chiamata GA-F. Il motore a benzina V6 da 3,4 litri è dotato di i-Force Max Hybrid Powertrain, il che significa che ha una potenza di 326 kW (443 CV) e 790 Nm di coppia.
La Sequoia di terza generazione è disponibile in cinque livelli di allestimento, quattro dei quali sono riportati dalla generazione precedente: SR5, Limited, Platinum e TRD Pro, oltre all'allestimento Capstone orientato al lusso. La capacità di traino è valutata a 4.220–4.320 kg, a seconda del livello di allestimento. A seconda delle finiture, la Sequoia è disponibile con sette o otto posti a sedere passeggeri.

### Motorizzazioni
| Modello | Commercializzazione | Motore  | Cilindrata (cm³) | N. Cilindri | Potenza         | Coppia Massima (N·m) |
| 3.4     | dal 2022            | Benzina | 3444             | 6           | 326 kW (443 CV) | 790                  |